# 香港民族主義
香港民族主義（ほんこんみんぞくしゅぎ、英語: Hong Kong Nationalism)とは、香港における民俗・文化・歴史・地理・政治など社会の様々な側面を巻き込んだ思想体系であり、香港人を主体とする「香港民族」は、中国民族主義や大中華主義に傾倒する中華民族とは異なるという理論である。また、香港民族主義の支持者は、香港独自の「国族」と「自己認識」の確立を提唱し、中国の植民地主義と帝国主義に反対している。

## 背景
香港は香港開港によりイギリスの植民地として開港・建都されて以来、中国大陸とは宗教や文化が異なる多文化・多民族社会である。 大英帝国に155年間統治されていた香港の人々は、共通の価値観や記憶を持つ特別なアイデンティティを築いてきた。また、香港はもともと中国大陸や台湾とは異なる政治体制や経済構造を持ち、中国本土では政治・経済体制が激しく揺れ動いた近代を通じて、日本の統治を受けたわずかな期間を除き一貫して香港ではコモンローや資本主義が実践されてきた。

## 歴史
元々香港のある広東地域には、先史時代から歴史時代の初めにかけて、嶺南の古代越人が定住していた。秦の時代（紀元前214年）に中国の大一統王朝は南越を平定し、南海・桂林・湘の3県を設置したが、そのうち南海郡領は番禺、龍川等の管轄であった。香港は番禺に隣接しており、番禺の管轄下となった。 秦の末期、南海の尉官であった趙卓は、中央の混乱に乗じて番禺を首都とする南越国を建国し5代93年続いたが、その間香港は南越の支配下に置かれた。武帝6年（紀元前111年）、扶余の将軍である呂伯徳が南越の趙氏を平定して南シナ海、滄浪、礁渓の9つの郡を領土と定め、香港を含む南越国の領土は中国の大一統王朝に再編入された。 漢の時代、南海郡領は番禺や博羅など6つの県の管轄下にあったが、東晋の初期まで香港は番禺県に戻されていた。東晋の成帝賢和6年（331年）、南海県の南東部に東莞県が設置され、宝安、興寧など6つの県が管轄された。東莞と宝安の県都は、現在の深圳市南投である南投だった。以来唐の粛宗元年（756年）までの425年間、香港は宝安県の管轄となった。
崇宗2年（757年）に宝安県は東莞県に改められ、県都は南投から現在の東莞市である志忠に移された。その後、香港は明の武宗6年（1572年）までの計815年間、東莞県の管轄となった。香港は、青銅器時代にはすでに多くの人口を抱えていた。現地で発掘された青銅器時代の遺物は、斧、短剣、研ぎ器、簇などで、広東地域で発掘されたものと似ているが、武器が多く、儀式用の器や容器が少ないのが特徴とされる。唐朝時代から明朝末期にかけ、香港は中国大陸の南端であると共に珠江の河口に近いことから、東南アジアから南シナ海を北上してくる外国商船のための港として利用された。
1949年、中国共産党が中国大陸に中華人民共和国を樹立し、それまで中国大陸を支配していた中国国民党と中華民国政府は台湾に移動した。しかし、中国大陸から何万人もの人々が香港に逃れてきた。彼らを逃港者という。1947年に180万人だった香港の人口は、1951年には220万人に増加した。その後の30年間一貫して香港への脱出が相次ぎ、中国大陸の住民が大量に香港に密入国し、香港の人口は10年ごとに100万人ずつ増えていった。香港へ逃げてきた人たちは、中国共産党政権下での飢餓や政治闘争を経験しているので、中国国民党に追随して台湾に行くことはなかったが、中国共産党の支配を経験していない香港人よりも中国共産党を憎んでいたという指摘がある。

## 香港人の民族意識
香港大学が実施したアイデンティティ調査によると、2008年6月の調査において、自分のアイデンティティを「中国人アイデンティティ」、「広義の中国人」と答えたのは過去最高となる回答者の51.9％であり、「香港人アイデンティティ」をもつと答えた人は少なかった。しかし、四川大地震の義援金の一部が被災者に届かなかった件、三鹿粉ミルク汚染事件など、政治から日常生活にもかかわるいくつもの事件を経て、香港人のアイデンティティと中国人のアイデンティティのギャップは年々広がる傾向にあり、 2012年6月の香港大学の調査では、自分を「広義の中国人」と認識している人は31％と急落した。

## 政治的観点

### 香港の中国化
2012年初頭、D&Gの香港人撮影禁止問題や孔慶東香港人侮辱事件などで香港と中国大陸の対立が激化すると、ネチズンたちが一斉に資金を集め中国本土の非永住妊婦が香港に来て出産することに反対する新聞広告を掲載した。広告では中国人非永住妊婦を「イナゴ」に例え、香港の象徴とされる獅子山にバッタが乗っているというイメージを用いて香港に中国人非永住妊婦というイナゴがはびこっていると訴えていた（蝗虫論）。
香港から中国大陸への様々な手段による物資の輸送 (特に深圳との国境までの輸送) は、香港各地の人々の日常生活に様々な迷惑をもたらし、社会問題を引き起こしてきた。2012年と2013年には水貨客（並行取引業者）の問題が特に深刻な上水で、この問題に対する最初の抗議運動である光復上水駅行動が行われた。 しかしその後も問題は解決するどころかますます悪化し、2015年には並行取引業者の問題が元朗や屯門ニュータウンにまで拡大し、光復屯門、捍衛沙田、光復元朗、遊覽完上水去屯門など一連の抗議活動が勃発する事態となった。
2015年の一連の反水貨客問題では、抗議者がショッピングモールに集まり、中国大陸からの買い物客に「支那人は大陸に帰れ」といい、「中国人は中国に帰れ」と書かれたプラカードが掲げられたほか、香港國旗を振る人も現れた。 警察は唐辛子スプレーを使い、多くの人を逮捕した。この事件は、中国と香港のメディアで広く報道され、これ以降中国の新浪微博やブログでは、一部の中国大陸のネット民が香港に対して反感を持つようになった。

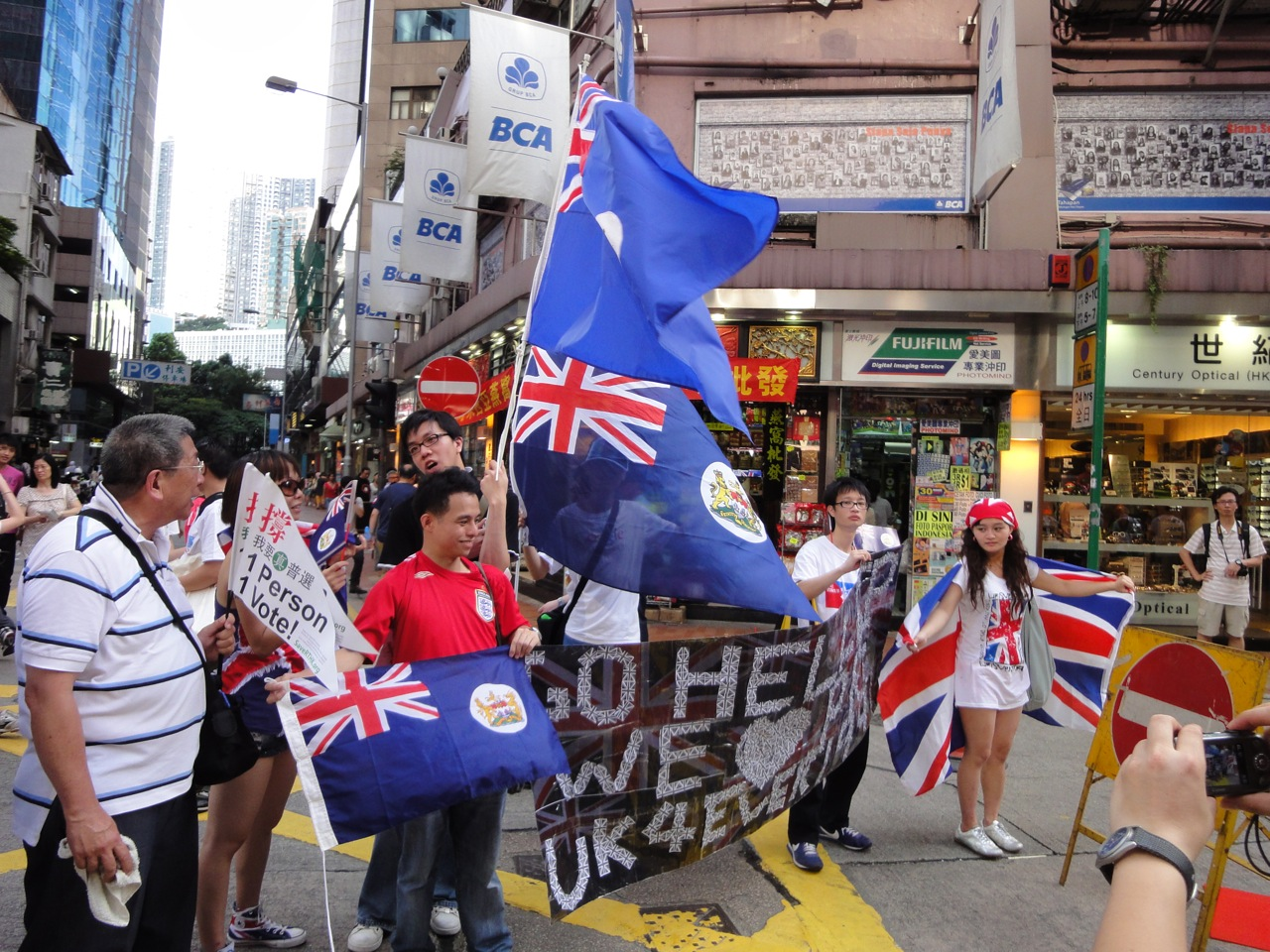
抗議者が香港独立を示すイギリス統治時代の香港旗を振る

蘋果日報は、2012年の孔慶東香港人侮辱事件などの影響に加え、梁振英が香港行政長官に就任し香港と大陸の統合政策の実施を推進することを提案したことが、香港と中国の関係をさらに悪化させ、対立を深めたと報じている。また、主権移譲後の香港政府の様々な政策・施策が明らかに中央政府に偏っていることや、香港の収容力を無視して観光客や移民を導入しすぎていること（廣深港高速鐵路香港段の建設など）も、香港と中国の対立を悪化させる要因となっている。

### 自決権
現在、国際的には、植民地や非自治領など、独立した主権を持たない国や地域に対して植民地独立付与宣言に基づいて民族自決権が適用されることが多い。
1972年3月8日、中華民国に代わって中国の議席を国連に引き継いだばかりの中華人民共和国は、「香港はイギリスの植民地ではない」と主張した。1972年11月2日の会議で2908議案が決議された際、フィジー、スウェーデン、ベネズエラが主張に難色を示したが、最終的には賛成99票、フランス、ポルトガル、南アフリカ、イギリス、アメリカの反対5票、棄権23票で可決され、香港は自決権を失った。その後1972年12月14日、イギリスは国連事務総長に抗議文を提出している。

### 台湾独立
中港矛盾や雨傘運動によって、多くの香港人は台湾の二・二八事件やひまわり学生運動を強く意識するようになり、香港の若者の中には香港独立を支持し、台湾独立に好意的な態度をとる人も出てくるようになった。

### フィリピンをめぐる問題
香港では元々メイドを雇用する家庭が多く、その多くがフィリピン人であることから香港とフィリピンの間には深い結びつきがあった。しかし2010年、フィリピン警察の汚職問題を遠因にして発生し、捜査及び救出作戦の不手際により多数の香港人が死傷したマニラ人質事件をきっかけに、香港人の間で反フィリピン感情が高まり、被害者家族の一部は梁振英にフィリピンへの経済制裁を求めるなど、厳しい対応を求める意見が世論の大勢となった（ただし、事件以前から香港人の間にフィリピン人に対する差別意識が一定程度あったことには注意が必要である）。
11月に香港大学が行った16の国や場所に対して香港人が抱く感情に関する意見調査では、フィリピンとその政府に対する香港人の感情は最悪であり、90％の香港人がフィリピン政府に対して嫌悪感を示し、32％の人がフィリピン人に対し嫌悪感を抱いていると答えた。これを受け香港の様々な政党やグループは支持者から政治資金を得るために、フィリピンへの制裁措置を提案した。 例えば、人民力量はフィリピン人家事労働者の就労許可停止を訴え、公民党や民主党はフィリピン製品のボイコットなどの政策を提唱した。ただ、この2党がフィリピン人家事労働者の就労許可停止ではなくフィリピン製品のボイコットを提唱したのは、フィリピン人労働者の雇用を守るためではなく、自らの支持基盤でありフィリピン人メイドを雇用することが多い中産階級に迷惑をかけないようにするためだとの指摘がある。11月には、人民力量の陳偉業議員が対フィリピン制裁を政府に要請する決議案を立法会に提出し、決議案は建制派と泛民主派の両陣営が「大同団結」して圧倒的賛成多数で可決された。

## 関連書籍
- 香港民族論
- 香港城邦論（中国語版）
- 香港独立論
- 香港民族源流史（邦名：《香港──躁鬱な都市国家》）
- 中国大陸で禁書とされる香港・台湾の書物

## 参考資料
1. ↑  學苑《香港》，香港大學出版社，2014年
2. ↑  鄺健銘《港英時代 英國殖民管治術》，天窗出版社，2015年
3. ↑  中門大開：厭共情緒
4. ↑  身分類別認同──「廣義中國人」 アーカイブ 2018年7月10日 - ウェイバックマシン. 港大民研. 「廣義中國人」指「中國人」或「香港的中國人」。
5. ↑  “存档副本”. 2019年7月14日時点のオリジナルよりアーカイブ。2020年9月22日閲覧。
6. ↑  港人「討厭認同感被中國貶低」 アーカイブ 2012年8月23日 - ウェイバックマシン, 蘋果日報 (台湾), 2012年06月30日
7. ↑  “香港大學民意研究計畫”. 2012年6月30日時点のオリジナルよりアーカイブ。2015年3月16日閲覧。
8. ↑  “港大民研：18至29歲青年對中國人身份認同　創97後新低” (2016年6月21日). 2021年5月26日閲覧。
9. ↑  梁振英：政府重視水貨客問題 アーカイブ 2018年6月28日 - ウェイバックマシン. 政府新聞. 2013年01月22日.
10. ↑  “香港商场再次发生围堵大陆游客事件”. 2015年2月17日時点のオリジナルよりアーカイブ。2015年7月25日閲覧。
11. ↑  “香港再次发生围堵内地游客事件 要求内地人滚回家(组图)”. 本地宝 (2015年2月16日). 2015年2月26日時点のオリジナルよりアーカイブ。2021年5月26日閲覧。
12. ↑  香港青年围堵内地旅客高喊滚回家 与警方冲突(组图) アーカイブ 2015年2月17日 - ウェイバックマシン
13. ↑  “内地游客在港遭暴力对待 港媒：对香港无益”. 2015年2月17日時点のオリジナルよりアーカイブ。2015年7月25日閲覧。
14. ↑  “港人「討厭認同感被中國貶低」[[蘋果日報 (台灣)]]2012年06月30日”. 2012年8月23日時点のオリジナルよりアーカイブ。2015年3月16日閲覧。
15. ↑  鳳凰 (2015年3月2日). “北京突然对香港立场大变：李嘉诚出现失误”. 鳳凰网.   第一理财. 2015年6月26日時点のオリジナルよりアーカイブ。2021年5月26日閲覧。
16. ↑  “给予殖民地国家和人民独立宣言”.   Un.org. 2012年7月22日閲覧。
17. ↑  Implementation of the Declaration of the Granting of Independence to Colonial Countries and Peoples by the specialized agencies and the international institutions associated with the United Nations : resolution / adopted by the General Assembly
18. ↑  Hong Kong, Britain and Democracy, The New York Times, 29-10-2014
19. ↑  港大民研發放最新香港民眾身分認同調查結果 アーカイブ 2014年7月27日 - ウェイバックマシン, 10-13/6/2013
20. ↑  孔誥峰：香港年輕人「本土認同」超過「大中華認同」 アーカイブ 2015年3月24日 - ウェイバックマシン統獨民調 アーカイブ 2014年10月14日 - ウェイバックマシン
21. ↑  “大香港民族主義的危機” (2014年1月21日). 2016年3月4日時点のオリジナルよりアーカイブ。2021年5月26日閲覧。